# Фокер D.VII
Фокер D.VII је ловац направљен у Немачкој. Авион је први пут полетео 1918. године.
Са изванредном брзином пењања и добрим летачким карактеристикама, као што су стабилност при заокрету и понирању, одлична маневарска способност, Фокер D.VII је био међу најбољим борбеним авионима у Првом светском рату. До примирја 11. новембра 1918. године изграђено је више од 760 авиона који су распоређени у 48 немачких ловачких ескадрила.
По многим мишљењима, укључујући и савезничка, D.VII је био најбољи ловац Великог рата. Имао је све добро усклађено, брзину, наоружање, покретљивост, поузданост и издржљивост а у исто време је био релативно једноставан за производњу. Био је и доста отпоран на противничку ватру па га није било баш лако оборити.
Фокер D.VII је био веома цењен од својих пилота јер је био пријатан за вожњу и потпуно се покоравао командама лета а непријатељски пилоти су се према њему односили са страхопоштовањем јер је био опасан противник. Био је то једини авион који се експлицитно помиње у споразуму о примирју. "Сваки авион овог типа морао је бити предат савезницима". Био је наоружан са два митраљеза  (LMG 08/15 Spandau) калибра 7,92 mm. Имао је респектабилну брзину и већи плафон лета у односу на своје супарнике.

## Пројектовање и развој
Крајем 1917. Фокер је направио експериментални двокрилац V.11 кога је пројектовао Reinhold Platz (Рајнхолд Плац), и са њим учествовао на такмичењу за избор новог ловачког авиона за немачко ваздухопловство које се одржавало од 21. до 28. јануара 1918. Након примедби пилота, Фокер је модификовао V.11 тако што је продужио труп и повећао површине стабилизатора испред кормила. Након летења побољшаном верзијом, Рихтхофен (Црвени барон) је овај авион прогласио најбољом на целом такмичењу.
Упркос релативној застарелости Мерцедесовог мотора, летелица се одлично понашала и била је сигурна и лака за управљање. Иако Рихтхофен није био сам у препоруци, његово мишљење је било пресудно у избору. Фокер је одмах добио прелиминарну наруџбу за 400 авиона V.11. Авион је сада добио војну ознаку Фокер D.VII
Пошто Фокер није био у стању да произведе довољно ових авиона наложено је Албатросу да се на основу лиценцног права укључи у производњу Фокер D.VII и он је то учинио, са две своје филијале. За разлику од Фокеровог авиона, авион произведен у Албатросу био је мешовите конструкције са великом процентом учешћа дрвета у његовој изградњи. Што се тиче квалитета није заостајао, шта више, можда је и предњачио. Заменом Мерцедесовог мотора са BMW III, авион је добио још више на квалитету и то не само на тактичко техничком смислу. Касније је тај авион добио ознаку D.VIIF
Дугогодишњи Фокеров сарадник на производњи авиона из Аустроугарске МАГ из Будимпеште се такође укључио у ову производњу. У зависности од произвођача ови авиони су се међусобно разликовали. У МАГ-ов D.VII се уграђивао мотор Austro-Daimler 200KS и Шварцлозе митраљези калибра 8 mm.

## Технички опис
Према изворима технички опис авиона Фокер D.VII изгледа овако:
Труп му је правоугаоног попречног пресека, бокови трупа и под су равни а поклопац трупа закривљен. Носећа конструкција трупа је направљена од заварених челичних цеви високе чврстоће. Дијагонале за учвршћење рамова су од челичних цеви у пределу испред кокпита а иза према репу су жичане. Прамац трупа у пределу мотора до кабине пилота је обложен алуминијумским лимом. Шперплочом је обложена пилотска кабина и горња страна трупа све до репа авиона. Изван лимене облоге, цео труп је обложен импрегнираним платном, укључујући и делове трупа обложене шперплочом. Пилот је седео у отвореном кокпиту. Прегледност из пилотске кабине је била добра јер се хладњак налазио испред мотора. Два митраљеза су била у хаптичком пољу пилота тако да је могао интервенисати кад дође до њиховог застоја у раду.
Погонска група: Авион је био опремљен течношћу хлађеним мотором, Mercedes D.III 120&nbsp;kW(160KS) или мотором BMW III 136&nbsp;kW(185KS). То су били линијски мотори са 6 цилиндара. На вратилу мотора је била причвршћена од слојевито лепљеног дрвета двокрака вучна елиса, непроменљивог корака. Хладњак за расхладну течност се налази испред мотора а иза елисе. Резервоар за гориво се налази у трупу авиона иза мотора.
Авион Фокер D.VII је двокрилац. Горње крило му је једноделно правоугаоног облика и средње дебљине. Конструкција крила је дрвена са две рамењаче. Предња рамењача са нападном ивицом крила чини торзиону кутију. Крила су пресвучена импрегнираним платном. На средини је крило најдебље а према крајевима та дебљина се смањује. Горње крило је балдахином повезано са трупом авиона. Предња рамењача се са шест подупирача ослања на труп (по три са сваке стране трупа) а задња рамењача се са два подупирача ослања на труп (по један са сваке стране). На крајевима, крила су међусобно повезана упорницама у облику латиничног слава N. Подупирачи и упорнице су направљени од челичних цеви. Крила између себе немају затезаче од челичних жица које у лету стварају велики аеродинамички отпор. Елерони се налазе само на горњем крилу и заузимају више од 1/3 размаха крила, укључујући и надвишене компензационе површине. Конструкција је цевасти челични оквир и челичне цеви као ребра, облога је од платна. Управљање елеронима је помоћу сајли за управљање. Доње крило је исте конструкције као и горње, али има мањи размах и ширину. Доња крила су конзолно везана за труп авиона. Горње крило је било померено ка кљуну авиона у односу на доње. Спојеви предње ивице са бочним ивица крила су полукружно изведени.
Репне површине Сва три стабилизатора (вертикални и хоризонтални) су троугластог облика направљени од челичних цеви, обложени платном и причвршћени за горњу страницу трупа. Кормило правца са великом компезационом површином је направљено од челичних цеви и обложено платном. Кормила дубине су направљена од дрвета и такође обложена платном. Троугласти реп (хоризонтални стабилизатори) су ослоњени цевастим челичним подупирачима са сваке стране на доњу страницу трупа.
Стајни орган је био класичан, направљен као челична конструкција од заварених танкозидих цеви са фиксном осовином. Tочкови су били димензија Ø 690 mm x 83 mm. У циљу смањења аеродинмичког отпора точкови су направљени од лима без отвора на њима а осовина је обложена маском која има профил крила. Амортизација је била помоћу гумених каишева а на репном делу се налазила еластична дрвена дрљача.

## Наоружање
| Наоружање авиона: Фокер        |                  |
| Ватрено (стрељачко) наоружање  |                  |
| Топ                            |                  |
| Митраљез                       |                  |
| Број и ознака митраљеза        | 2 х ()           |
| Број метака                    | 500 по митраљезу |
| Калибар                        | 7,92             |
| Бомбардерско наоружање (бомбе) |                  |
| Ракетно наоружање (ракете)     |                  |

## Табела техничких података за авионе Фокер-
| Тип авиона Фокер  |                |                |                 |                |
| ----------------- | -------------- | -------------- | --------------- | -------------- |
| Намена            | ловац          | ловац          | ловац           | ловац          |
| Година            | 1917.          | 1918.          | 1918.           | 1918.          |
| Посада            | 1              | 1              | 1               | 1              |
| Број крила        | 3              | 2              | 2               | 1              |
| Дужина            | 5,77 m         | 6,23 m         | 6,95 m          | 5,92 m         |
| Размах            | 7,10 m         | 7,65 m         | 8,90 m          | 8,35 m         |
| Висина            | 2,05 m         | 2,55 m         | 2,75 m          | 2,60m          |
| Површина крила    | 17,48 m²       | 17,70 m²       | 20,50 m²        | 10,70 m²       |
| Маса празног      | 406 kg         | 393 kg         | 735 kg          | 384 kg         |
| Маса полетна      | 586 kg         | 583 kg         | 880 kg          | 574 kg         |
| Број мотора       | 1              | 1              | 1               | 1              |
| Мотор             |                |                |                 |                |
| Снага             | 110 KS (80 kW) | 110 KS (80 kW) | 160 KS (120 kW) | 110 KS (80 kW) |
| Max. брзина       | 170 km/h       | 196 km/h       | 200 km/h        | 204 km/h       |
| Плафон            | 5.000 m        | 8.000 m        | 7.000 m         | 7.000 m        |
| Долет             | 300 km         | 300 km         | 220 km          | 300 km         |
| Брзина пењања     | 345 m/min      | 333 m/min      | 344* m/min      | 394 m/min      |
| Наоружање митраљ. | 2 х 7,92mm     | 2 х 7,92mm;    | 2 x 7,92mm      | 2 x 7,92mm     |

*са мотором BMW III, брзина пењања је 416 m/min

## Верзије
- D.VII V 11 - први прототип
- D.VII V 21 - прототип са суженим крилима
- D.VII V 22 - прототип са четворокраком елисом
- D.VII V 24 - прототип са мотором Benz Bz.IV снаге 240 KS (180 kW)
- D.VII V 31 - један D.VII опремљен куком за вучу једрилица
- D.VII V 34 - прототип са мотором BMW IIIa снаге 185 KS (138 kW), касније добио ознаку D.VIIF.
- D.VII V 35 - двоседи прототип са мотором BMW IIIa и доњим резервоаром за гориво
- D.VII V 36 - прототип са мотором BMW IIIa и доњим резервоаром за гориво
- D.VII V 38 - прототип авиона Фокер C.I
- D.VII  - производни модел који се производио у Немачкој и после рата у Холандији
- D.VII (Alb) - производни модел који се производио у Albatros Flugzeugwerke из Берлина
- D.VII (MAG) - производни модел који се производио у Magyar Altalános Gepgyár RT - (MAG) из Будимпеште[6]
- D.VII (OAW) - производни модел који се производио у Ostdeutsche Albatros Werke из Schneidemühl
- MAG-Fokker 90.05 - Фокерова верзија V 22 са мотором  Austro-Daimler 200KS[6]
- Fokker D.VII Lituanian - 1 са мотором  Siddeley Puma 1928.год.; 1 са мотором  Mercedes D.III 1930. год. Оба модела су имала повећани хладњак.

## Оперативно коришћење
Први авиони Фокер D.VII су испоручени фронту почетком маја 1918. Од самог почетка је било јасно да су далеко надмоћнији од немачких ловаца Албатрос и Пфалц који су до тада били у употреби. За разлику од Албатроса, D.VII је могао да лети у понирању без ризика од структуралног квара (лома крила). D.VII је такође имао добар успон, био је стабилан и није имао склоност ка паду у ковит. За врло кратко време међу немачким пилотима завладало је уверење да са овим авионом, лош пилот постаје добар а добар пилот постаје ас.
Ратна употреба овог авиона је трајала од маја до новембра месеца 1918. године. Испоруке су у почетку биле ограничене, али је до јула већ било распоређено 407 авиона. У августу је испоручено више авиона, а њихови пилоти су тог месеца такође остварили укупно 565 победа. Фокер D.VII су били у служби 48 ловачких ескадрила. До краја рата у употреби је било 760 авиона Фокер .. Резултати су били неспорни. 

### Коришћење после рата
Иако су савезници споразумом о примирју прецизирали да Немци предају све преостале примерке Фокер D.VII, Антони Фокер који је био Холанђанин је производну опрему и око 120 примерака овог авиона прокријумчарено у Холандију где је Фокер отворио фабрику и наставио да производи авионе.
Америчка војска је као ратни плен однела у Сједињене Државе 142 D.VII и користила их дуги низ година као школске авионе за обуку пилота. Дванаест D.VII је користио амерички марински корпус до 1924.
Швајцарци су од 1920. године када су купили прва два примерка ових авиона па до 1938. када је последњи примерак овог авиона расходован користили око 20 ових апарата.
Распадом Аустроугарске монархије, новонастале земље као што су Мађарска, Румунија, Чехословачка и Пољска су дошле у посед ових авиона. Ови авиони су учествовали у Пољском рату против Совјетског Савеза, као и у савезничкој војној интервенцији против Совјетског Савеза. Ови авиони су се користили и у гушењу мађарске револуције.
Многи од ових авиона су после рата из ратних вишкова куповала и приватна лица и користили их за разне намене од школовања, превоз поште до аеро циркуса.
Фокер сада из Холандије прави добре послове испоручујући ове авионе Холандији, Аргентини, Данској, финској, Шведској, Литванији и Летонији.

### Сачувани примерци
Сачувано је 8 примерака ових авиона и они су као музејски експонати изложени широм света. Један примерак у САД, два у Канади и по један у Холандији, Француској, Немачкој, Швајцарској и Великој Британији и могу се видети у неком од наведених музеја. 
- National Air and Space Museum in Washington, D.C.
- Canada Aviation Museum, in Ottawa, Ontario.
- Lac-Brome, Quebec Canada
- Militaire Luchtvaart Museum in Soesterberg, Netherlands.
- Musée de l'Air et de l'Espace in Paris Le-Bourget, France.
- Deutsches Museum in Munich, Germany.
- Flieger-Flab-Museum in Dübendorf, Swiss.
- Royal Air Force Museum in London, United Kingdom

## Земље које су користиле авион Фокер D.VII
| - Аргентина (после рата) - Аустроугарска - Белгија (после рата) - Краљевина Бугарска - Чехословачка (после рата) - Данска (после рата) - Финска (после рата) - Немачко царство - Холандија (после рата) - Летонија (после рата) | - Литванија (после рата) - Пољска (после рата) - Краљевина Румунија (после рата) - Совјетски Савез (после рата) - Шведска (после рата) - Швајцарска - Турска - Украјина (после рата) - Сједињене Државе (после рата) |

### Упоредни приказ авиона Фокерса сличним авионима у јесен 1918. год.
| Назив авиона           | Земља                | Снага  | Макс. брзина | Полетна маса | Наоружање              | Плафон лета |
| ---------------------- | -------------------- | ------ | ------------ | ------------ | ---------------------- | ----------- |
| Ансалдо SVA            | Италија              | 265 KS | 237 km/h     | 975 kg       | 2митр. и 90 kg бомби   | 7000 m      |
| Фокер D.VII            | Немачко царство      | 180 KS | 189 km/h     | 910 kg       | 2 х митраљеза          | 6000 m      |
| Фокер D.VIII           | Немачко царство      | 110 KS | 204 km/h     | 605 kg       | 2 х митраљеза          | 6300 m      |
| Siemens-Schuckert D.IV | Немачко царство      | 160 KS | 190 km/h     | 735 kg       | 2 х митраљеза          | 8000 m      |
| SPAD S.XIII            | Француска            | 220 KS | 222 km/h     | 820 kg       | 2 х митраљеза          | 6650 m      |
| Sopwith Camel          | Уједињено Краљевство | 130 KS | 185 km/h     | 659 kg       | 2митр. и 45,2-kg-бомби | 5791 m      |
| S.E.5a                 | Уједињено Краљевство | 200 KS | 222 km/h     | 880 kg       | 2 х митраљеза          | 5185 m      |